# 拉弗雷西努斯
拉弗雷西努斯（法語：La Freissinouse，法語發音：[la fʁɛsinuz]）是法国上阿尔卑斯省的一个市镇，位于该省中西部，属于加普区。

## 地理
拉弗雷西努斯（44°32'5"N, 6°0'35"E）面积8.32 平方千米，位于法国普罗旺斯-阿尔卑斯-蓝色海岸大区上阿尔卑斯省，该省份为法国东南部内陆省份，北起萨瓦省，西北接伊泽尔省，西南接德龙省，南至上普罗旺斯阿尔卑斯省，东北部与意大利接壤。
与拉弗雷西努斯接壤的市镇（或旧市镇、城区）包括：加普、芒泰耶、佩洛捷、拉罗什德萨诺。

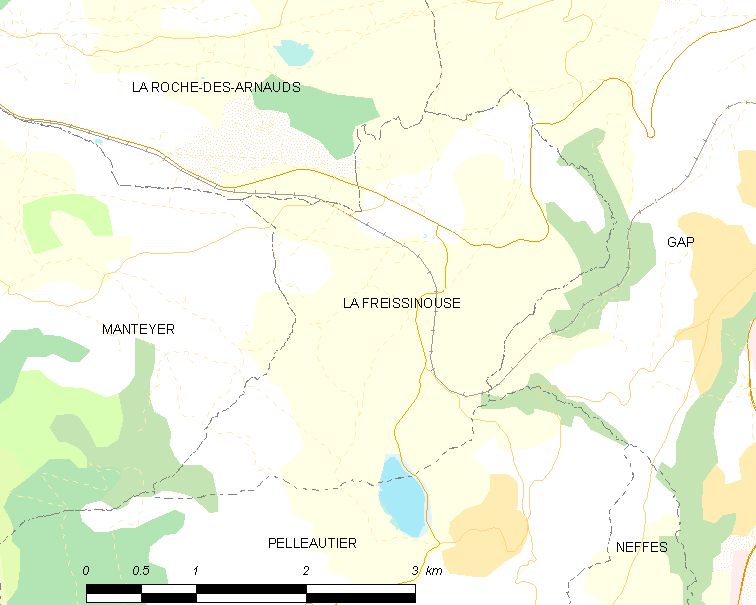
拉弗雷西努斯的OSM定位图

拉弗雷西努斯的时区为UTC+01:00、UTC+02:00（夏令时）。

## 行政
拉弗雷西努斯的邮政编码为05000，INSEE市镇编码为05059。

## 政治
拉弗雷西努斯所属的省级选区为塔拉尔县。

## 人口

1962-2008年间拉弗雷西努斯人口变化图示

拉弗雷西努斯于2022年1月1日时的人口数量为948人。